# Soizy-aux-Bois
Soizy-aux-Bois település Franciaországban, Marne megyében. Lakosainak száma 191 fő (2022. január 1.). Soizy-aux-Bois Talus-Saint-Prix, Corfélix, Mondement-Montgivroux, Oyes és La Villeneuve-lès-Charleville községekkel határos.

## Népesség
A település népessége az elmúlt években az alábbi módon változott:
| Lakosok száma | 110  | 123  | 136  | 142  | 167  | 179  | 184  | 190  | 193  | 191  |
|               | 1968 | 1982 | 1990 | 2006 | 2013 | 2015 | 2017 | 2019 | 2020 | 2022 |